# Cedrus brevifolia
El Cedre de Xipre (Cedrus brevifolia) és una conífera de la família de les pinàcies. Es tracta d'una espècie endèmica de l'illa mediterrània de Xipre.

## Morfologia
És un arbre gran, que assoleix entre 15 i 35 metres d'alçada, amb un diàmetre de tronc (DBH) d'entre 1,0 i 1,2 metres. L'escorça és grisosa-marronosa, amb fissures, i les branques es distribueixen formant unes distintives capes horitzontals. Els arbres més antics es distingeixen per tenir la part superior "aixafada". És ric en resina, fent que l'arbre tingui una olor forta i sigui poc atacat per insectes. La seva fusta ha sigut històricament utilitzada per la construcció d'edificis, vaixells i mobiliari. És un arbre perenne, i té les fulles més curtes del gènere Cedrus (d'aquí l'epítet brevifolia) fan entre 1,5 i 2 cm de llarg. Els cons masculins (que contenen pol·len) fan entre 4 i 5 cm, mentre els femenins (que contenen les llavors) fan entre 8 i 11 cm.

## Taxonomia
Havia estat considerat una subespècie del Cedre del Líban, però actualment es considera una espècie diferenciada. Morfològica i ecofisiològicament, es diferencia dels altres cedres per les seves fulles curtes, el seu creixement lent, la resistència als àfids i la tolerància més gran a la sequera del seu gènere. Estudis filogenètics mostren una forta relació genètica entre C. brevifolia i C. libani, especialment amb una subespècie turca, tot i que s'estima que el temps de divergència genètica entre les dues espècies és d'uns 6-7 milions d'anys.

## Distribució
El cedre de xipre només es pot trobar a l'illa de Xipre, a les zones muntanyoses contigües de Paphos, Tróodos i Tripylos, situades a la banda oest de l'illa, formant un sol bosc que cobreix una superfície d'unes 500 hectàrees. Contràriament al que es podria esperar, la població de cedre de xipre, tot i estar restringida a un espai tan petit, té una diversitat genètica alta, suggerint que aquesta espècie no ha patit episodis de coll d'ampolla ni de deriva genètica importants.